# Alberto Losada
Pour les articles homonymes, voir Alguacil.
Alberto Losada Alguacil, né le 28 février 1982 à Sant Just Desvern, est un coureur cycliste espagnol, professionnel de 2006 à 2017.

## Biographie
Initialement présélectionné pour les championnats du monde 2014, Losada n'est finalement pas retenu.
En 2015, il participe au Tour de France pour la seconde fois et termine l'épreuve en 58e position après avoir travaillé pour son leader Joaquim Rodríguez.
Au mois d'octobre 2016 il  renouvelle son contrat avec l'équipe Katusha.
À l'issue de la saison 2017, il n'est pas conservé par son équipe. Il met fin à sa carrière professionnelle sur route et se tourne vers le VTT marathon.

## Palmarès et classements mondiaux

### Palmarès
- 2004
  - 3e du Tour de Cantabrie
- 2005
  - 3e de la Subida a Urraki
- 2006
  - 2e de l'Escalade de Montjuïc

### Résultats sur les grands tours

#### Tour de France
3 participations
- 2013 : 109e
- 2015 : 58e
- 2016 : 67e

#### Tour d'Italie
6 participations
- 2007 : 60e
- 2010 : 53e
- 2011 : 55e
- 2012 : 54e
- 2014 : 36e
- 2017 : 147e

#### Tour d'Espagne
8 participations
- 2008 : 24e
- 2011 : 46e
- 2012 : 37e
- 2013 : abandon (10e étape)
- 2014 : 42e
- 2015 : 31e
- 2016 : 59e
- 2017 : 72e

### Classements mondiaux
| Année           | 2005 | 2006 | 2007 | 2008 | 2009 | 2010 | 2011 | 2012 | 2013 | 2014 | 2015 |
| --------------- | ---- | ---- | ---- | ---- | ---- | ---- | ---- | ---- | ---- | ---- | ---- |
| UCI World Tour  |      |      |      |      |      |      | 214e | 191e | nc   | nc   | nc   |
| UCI Europe Tour | 793e | 594e |      |      |      |      |      |      |      |      |      |